# Castillo de Torre de Coelheiros
El castillo de Torre de Coelheiros, en el Alentejo, se encuentra en la parroquia de Torre de Coelheiros, ciudad y municipio de Évora y distrito de Évora, en Portugal.

## Historia
Es más propiamente una casa solariega y se cree que la «Torre de Coelheiros» fue construida alrededor de 1357, por iniciativa de Fernán González, primer oficial del rey  Afonso IV (1325-1357), con las funciones de una casa solariega.
En el siglo XX, por falta de conservación, algunas partes del edificio se derrumbaron (1920). Considerado propiedad de interés público por decreto publicado el 18 de julio de 1957, el edificio está compuesto actualmente por la Escuela Primaria y el Consejo Parroquial. Por esta razón, está en buenas condiciones de conservación.
Según la información cronológica del sitio de SIPA:
- 1357 - Constitución de la morgue de la Quinta da Fonte dos Coelheiros, según diploma concedido a D. Maria Anes y Fernão Gonçalves Cogominho, noble caballero y  merino mayor (ESPANCA, 1966);
- 1387 - Donación del difunto a Rodrigues Álvares Pimentel (bastardo de Álvaro Gonçalves Pimentel, caballero de la Orden de Avis) por D.  João I;
- 1395, 22 de enero - institución del morgado da Quinta da Fonte de Coelheiros por Fernão Gil Cogominho y su esposa Maria Annes (BARATA, 1904);
- 1395 - probable año de construcción de la torre.
- Siglos XVII y XVIII - construcción de un cuerpo de planta rectangular incorporando ligeramente la torre a una de sus caras.

## Características
Es en típico edificio solar medieval; la torre está actualmente flanqueada por dos cuerpos rectangulares compuestos por pisos de tierra y restos. La torre, de planta cuadrangular, en mampostería de piedra, alcanza 15 metros de altura, coronada por  merlones de  estilo morisco. Se complementa con cuñas, aspilleras y  matacanes pareados en piedra de granito. El cuerpo lateral al norte está en mejor estado de conservación, coronado por una amplia chimenea con acabado  cupular, y aún conserva, en las ventanas de granito, algo de la tipología de finales del  Medioevo. El cuerpo al oeste parece ser de una construcción del siglo VII y está degradado y están derruidas parte de las paredes.

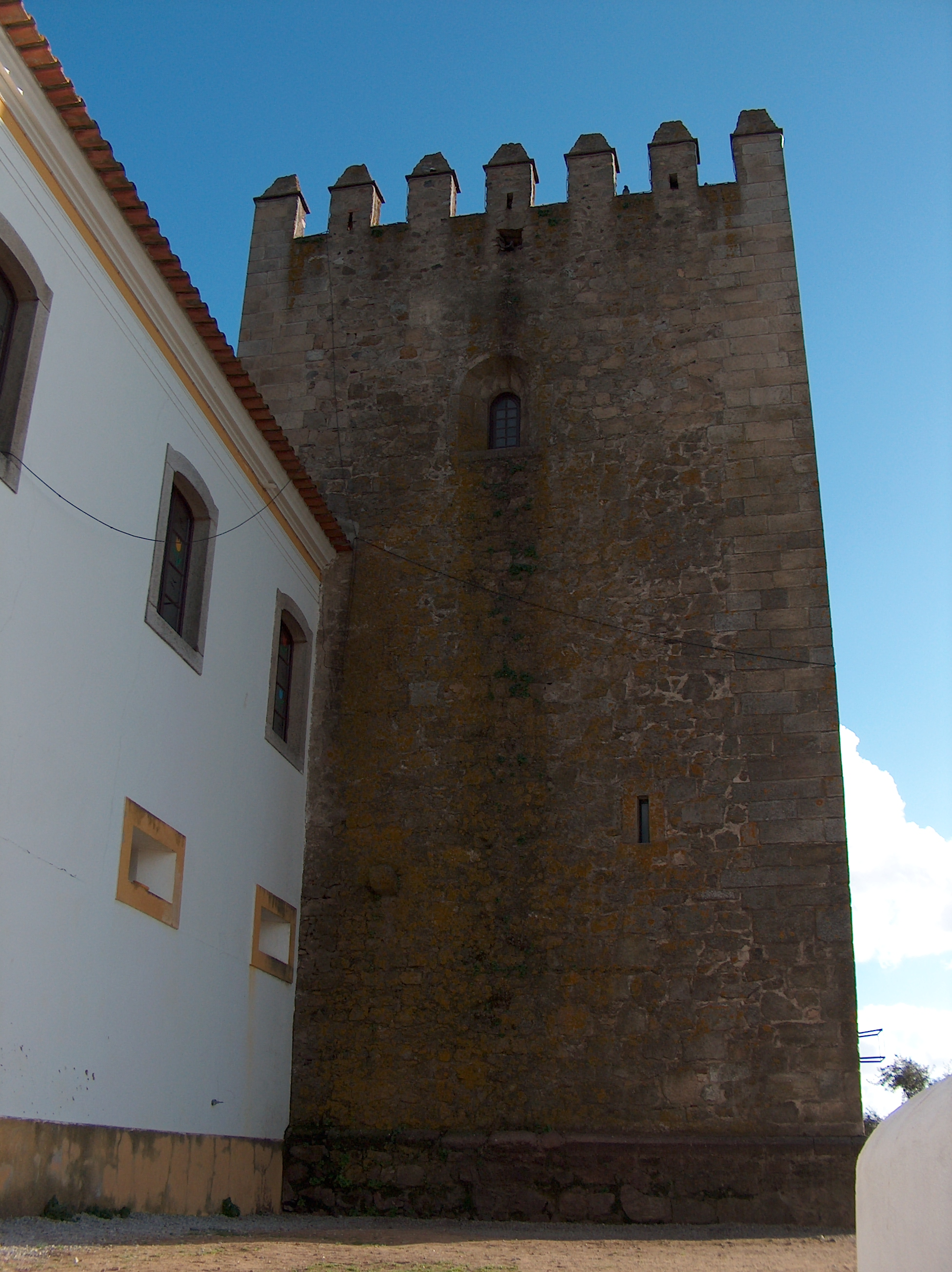
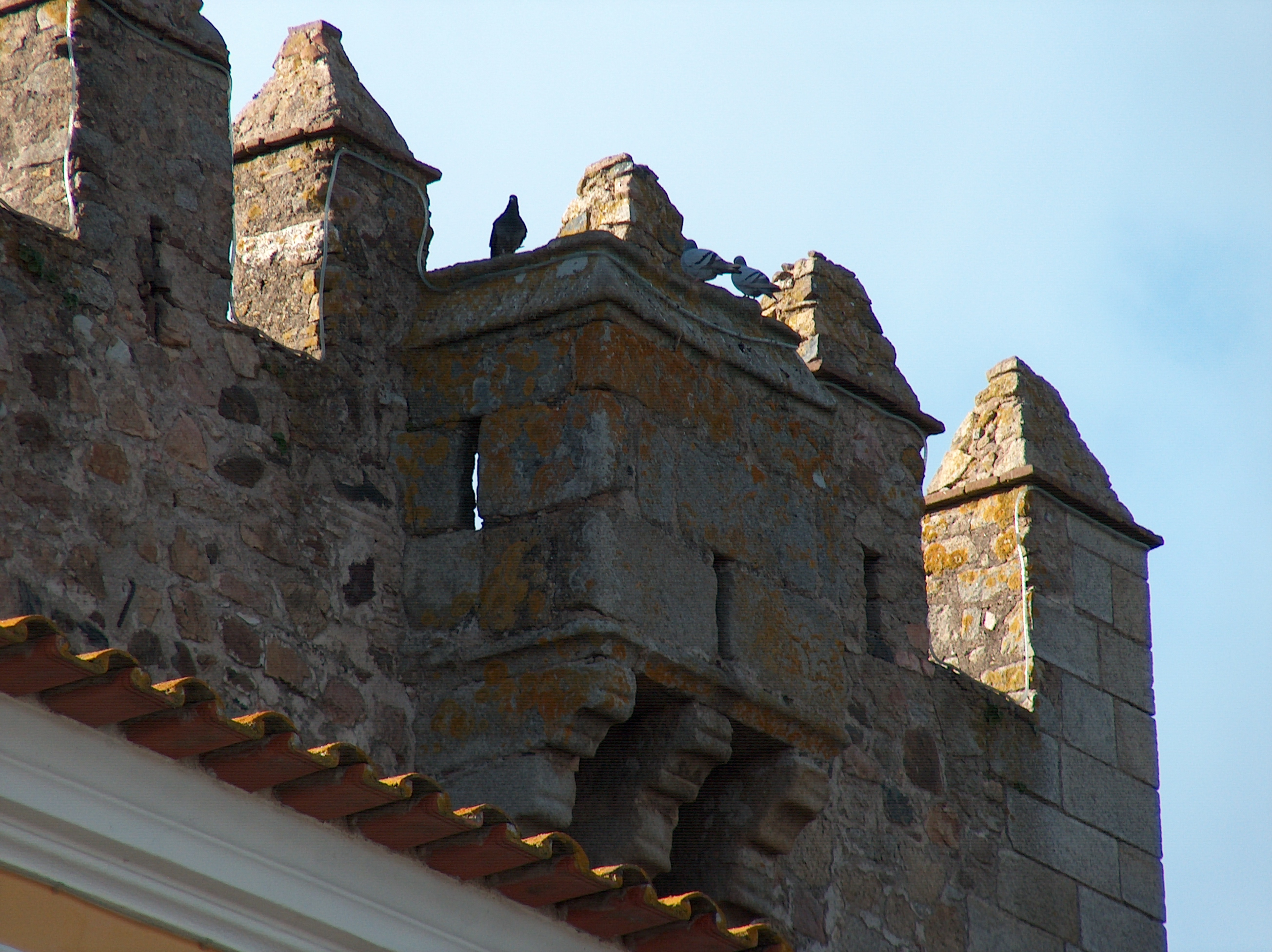
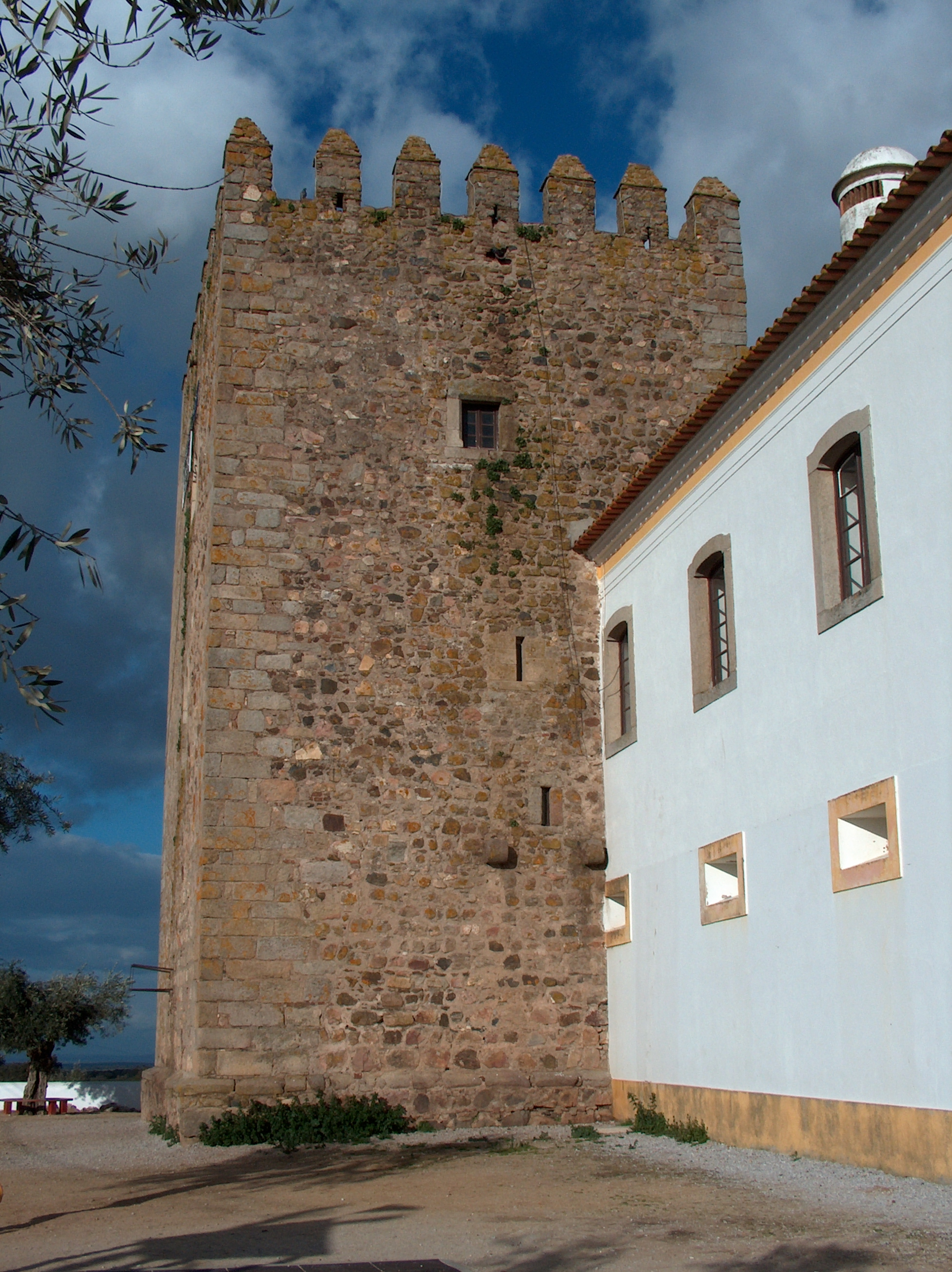